# Eleição municipal de Belo Horizonte em 2008
A eleição municipal da cidade brasileira de Belo Horizonte em 2008 ocorreu no dia 05 de outubro de 2008 para a eleição de um prefeito, um vice-prefeito e 41 vereadores da capital mineira Belo Horizonte. Como na disputa à candidatura a prefeito não houve alcance da maioria absoluta dos votos válidos (50% mais um) por algum dos candidatos que pleiteavam a vaga no primeiro turno, houve um segundo no dia 28 de outubro de 2008 entre os seguintes candidatos: Márcio Lacerda (PSB), que havia recebido 43% dos votos válidos no primeiro turno, e Leonardo Quintão (PMDB), que recebera 41% dos votos no primeiro turno.
A candidata Jô Moraes (PC do B), líder das pesquisas no começo da disputa eleitoral, chegou a mover 36 ações contra a campanha de Lacerda e foi um dos principais embates do candidato na primeira fase da eleição. Enquanto havia explícita polarização entra a candidata e Lacerda, Leonardo Quintão evitou desgaste de sua imagem. Jô Moraes recebeu 8% dos votos no primeiro turno.
Apoiado por Aécio Neves (PSDB), então governador de Minas Gerais, e por Fernando Pimentel (PT), seu antecessor, Márcio Lacerda foi eleito com 59% dos votos válidos, derrotando os 40% dos votos recebidos por Quintão. O vice-prefeito eleito, na chapa de Lacerda, foi Roberto Carvalho (PT).
O candidato mais bem votado para as 41 vagas na Câmara Municipal de Belo Horizonte foi o Professor Elias Murad (PSDB), que obteve 15.473 votos (01, 22% dos votos válidos).
Os eleitos tomaram posse no dia 1 de janeiro de 2009, sendo o final dos mandatos no dia 31 de janeiro de 2012.

## Antecedentes
Na eleição municipal de 2004, Fernando Pimentel (PT) foi reeleito prefeito de Belo Horizonte com 68,49% dos votos válidos. Vale lembrar que Pimentel foi eleito vice-prefeito nas eleições de 2000, mas assumiu interinamente após Célio de Castro (PSB) , titular, ter pedido afastamento do cargo devido a problemas de saúde no final de 2001.
Embora João Leite (PSB) tenha começado a campanha em 2004 a frente de Pimentel, o candidato, que tinha apoio explícito do tucano Aécio Neves, ficou em segundo lugar na disputa eleitoral com 22,78% dos votos válidos.

## Candidatos a prefeito
| Candidato(a)                         | Vice                              | Partido | Coligação                                                                       |
| ------------------------------------ | --------------------------------- | ------- | ------------------------------------------------------------------------------- |
| André Antonio Alves                  | Hugo Lopes Bicalho                | PTdoB   | —                                                                               |
| Gustavo de Cunha Pereira Valadares   | Pitágoras Lincoln de Matos        | DEM     | —                                                                               |
| Jorge André Souza Periquito          | Liliane Carneiro Costa            | PRTB    | "Certeza de um futuro melhor" (PSDC, PRTB)                                      |
| Leonardo Quintão                     | Eros Biondini                     | PMDB    | "Belo Horizonte para você" (PMDB, PHS)                                          |
| Márcio Lacerda                       | Roberto Vieira de Carvalho        | PSB     | "Aliança por BH" (PSB, PT, PSDB, PTB, PP, PR, PV, PMN, PSC, PSL, PTN, PTC, PRP) |
| Jô Moraes                            | Cláudio Sampaio Souza             | PCdoB   | "BH é você" (PCdoB, PRB)                                                        |
| Pedro Paulo de Abreu Pinheiro (Pepê) | José Duque Sampaio                | PCO     | —                                                                               |
| Sérgio Miranda                       | Maria Madalena dos Santos e Souza | PDT     | "BH pode mais" (PDT, PCB)                                                       |
| Vanessa Portugal Barbosa             | Rubens Teixeira                   | PSTU    | "Frente de esquerda socialista" (PSTU, PSOL)                                    |

## Fatos

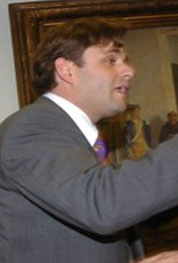
Leonardo QuintãoFoto José Cruz/Agência Brasil

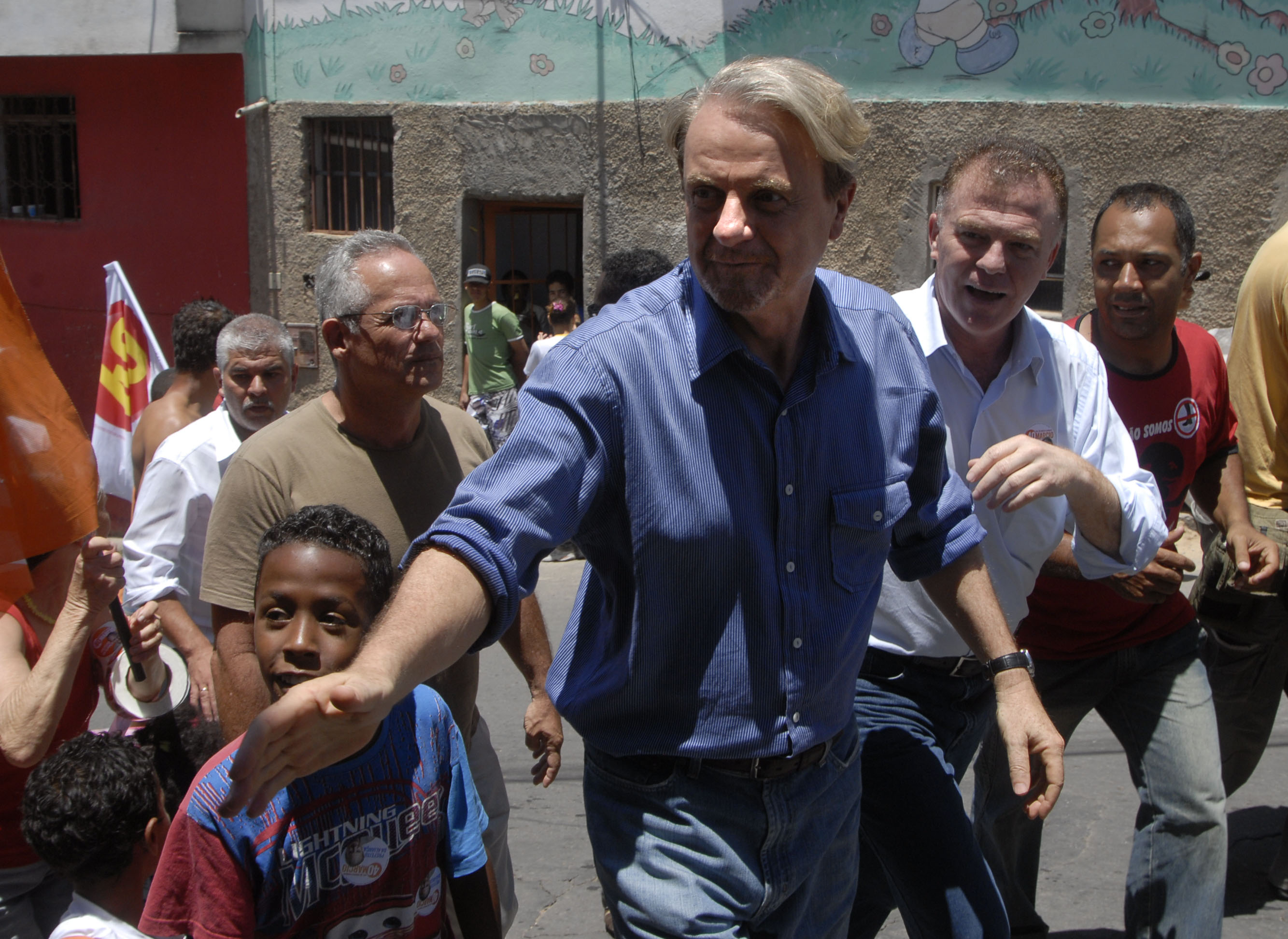
Márcio LacerdaFoto:Roosewelt Pinheiro/ABr

- No período pré-eleitoral, o PT vetou uma aliança com o PSDB em Belo Horizonte.[6] O PT apoiou o candidato Márcio Lacerda (PSB) que também ganhou o apoio do governador Aécio Neves (PSDB). Apesar de não haver uma coligação explícita entre o PT e o PSDB, havendo apenas um apoio informal dos tucanos em relação a Márcio Lacerda.[7]
- A TV Globo, a TV Record[8] e a Band Minas fizeram debates no primeiro turno. O atual prefeito Fernando Pimentel (Que não concorre nesse pleito) foi o principal alvo dos concorrentes à prefeitura da cidade e o então favorito Márcio Lacerda.[9] Os mesmos veículos fizerma debates no segundo turno.
- A eleição em Belo Horizonte ficou marcada pelas trocas de acusações entre Leonardo Quintão e Márcio Lacerda.[10]
- No segundo turno, o partido de Jô Moraes, o PCdoB formalizou apoio à Leonardo Quintão.[11]

## Eleitorado
A cidade de Belo Horizonte, contava com uma população de 2.412.937 pessoas, dentre as quais, 1.772.227 tinham aptidão a votar, separados em 4.059 seções. Desse total de eleitores tivemos o comparecimento de 1.473.626 pessoas (83,15%) e abstenção de 298.601(16,85%). Nas eleições anteriores, de 2004, Belo Horizonte contava com um eleitorado de 1.649.996 pessoas, ja em 2008 o eleitorado da capital mineira teve um aumento de 7% em relação a última eleição municipal. A parcela da população da capital mineira que se encontrava apta a votar era formada por 815.850 homens (46,11%) e por 952.044 mulheres (53,80%). Em 2004, na ultima eleição municipal até então, o número de mulheres se mantinha acima do número de eleitores homens, obtendo-se 897.348 mulheres (53,63%), contra 782.478 homens (46,53%)

## Resultados

### Prefeito

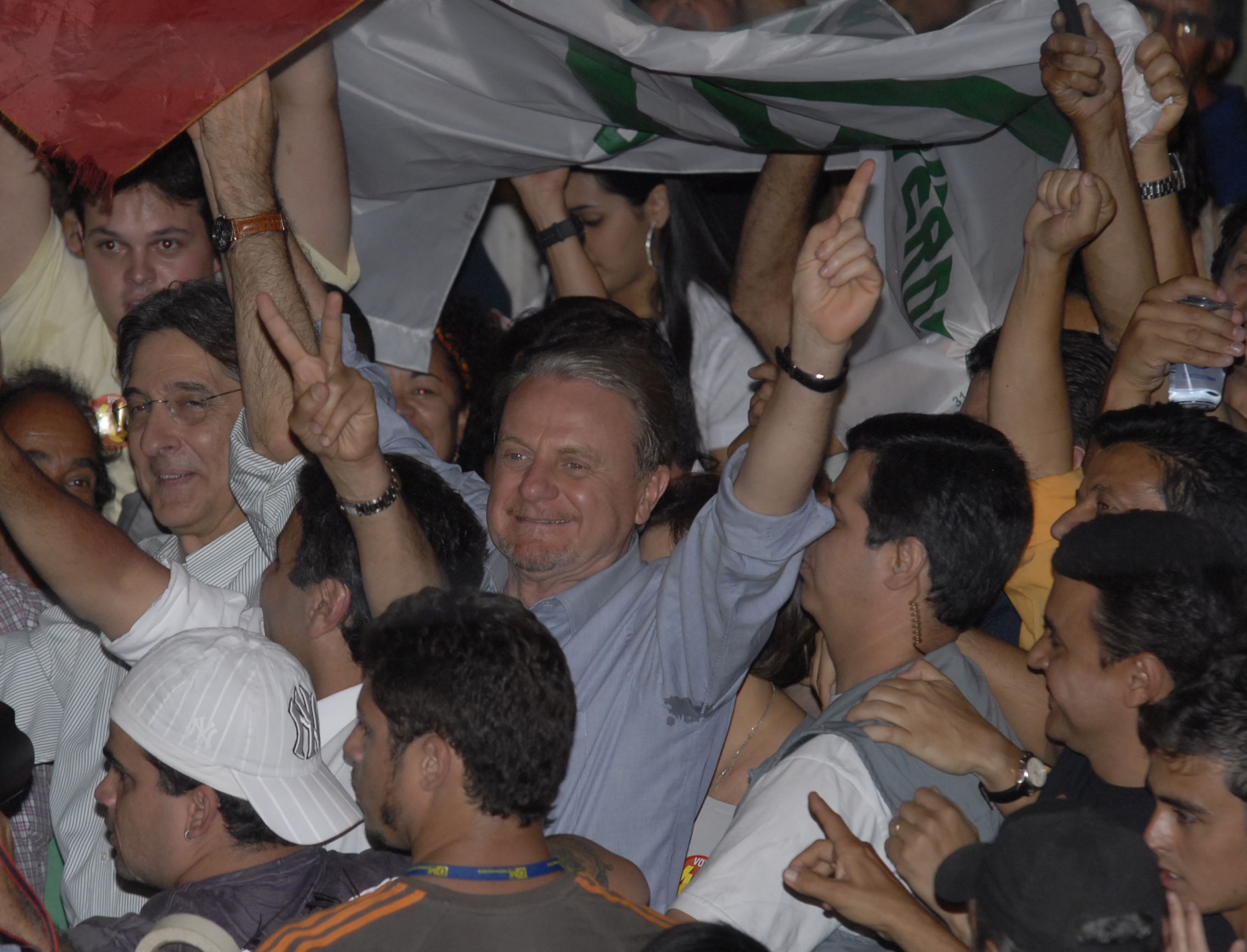
O prefeito eleito de Belo Horizonte Márcio Lacerda (PSB) comemora vitória em meio a centenas de militantes, acompanhado pelo governador Aécio Neves (PSDB) e pelo prefeito Fernando Pimentel (PT)

| Candidato(a)             | Vice                    | 1º Turno 5 de outubro de 2008 | 1º Turno 5 de outubro de 2008 | 2º Turno 26 de outubro de 2008 | 2º Turno 26 de outubro de 2008 |
| Candidato(a)             | Vice                    | Votação                       | Votação                       | Votação                        | Votação                        |
| Candidato(a)             | Vice                    | Total                         | Porcentagem                   | Total                          | Porcentagem                    |
| ------------------------ | ----------------------- | ----------------------------- | ----------------------------- | ------------------------------ | ------------------------------ |
| Márcio Lacerda (PSB)     | Roberto Carvalho (PT)   | 549.131                       | 43,59%                        | 767.332                        | 59,12%                         |
| Leonardo Quintão (PMDB)  | Eros Biondini (PHS)     | 519.787                       | 41,26%                        | 530.560                        | 40,88%                         |
| Jô Moraes (PCdoB)        | Cláudio Sampaio (PRB)   | 111.060                       | 8,82%                         | Não participaram               | Não participaram               |
| Sérgio Miranda (PDT)     | Dra. Madalena (PDT)     | 42.812                        | 3,40%                         | Não participaram               | Não participaram               |
| Gustavo Valadares (DEM)  | Dr. Pitágoras (DEM)     | 18.974                        | 1,51%                         | Não participaram               | Não participaram               |
| Vanessa Portugal (PSTU)  | Rubens Teixeira (PSOL)  | 7.123                         | 0,57%                         | Não participaram               | Não participaram               |
| Jorge Periquito (PRTB)   | Liliane Carneiro (PRTB) | 4.769                         | 0,38%                         | Não participaram               | Não participaram               |
| André Alves (PTdoB)      | Hugo Lopes (PTdoB)      | 4.428                         | 0,35%                         | Não participaram               | Não participaram               |
| Pepê Pinheiro(PCO)       | Chitãozinho (PCO)       | 1.593                         | 0,13%                         | Não participaram               | Não participaram               |
| Total de votos válidos   | Total de votos válidos  | 1.259.677                     | 100,00%                       | 1.297.892                      | 100,00%                        |
| Votos apurados           |                         |                               |                               |                                |                                |
| Votos válidos            | Votos válidos           | 1.259.677                     | 85,48%                        | 1.297.892                      | 89,07%                         |
| Votos em branco          | Votos em branco         | 90.299                        | 6,13%                         | 51.335                         | 3,52%                          |
| Votos nulos              | Votos nulos             | 123.650                       | 8,39%                         | 107.981                        | 7,41%                          |
| Total de votos apurados  | Total de votos apurados | 1.473.626                     | 100,00%                       | 1.457.208                      | 100,00%                        |
| Eleitores                |                         |                               |                               |                                |                                |
| Comparecimento           | Comparecimento          | 1.473.626                     | 83,15%                        | 1.457.208                      | 82,22%                         |
| Abstenções               | Abstenções              | 298.601                       | 16,85%                        | 315.019                        | 17,78%                         |
| Total de eleitores       | Total de eleitores      | 1.772.227                     | 100,00%                       | 1.772.227                      | 100,00%                        |
| Total de seções: 4.059   |                         |                               |                               |                                |                                |
| Fonte: Justiça Eleitoral |                         |                               |                               |                                |                                |

### Vereadores eleitos
| Candidatos                     | Partido | Votos  |
| Professor Elias Murad          | PSDB    | 15.473 |
| Wellington Magalhães           | PMN     | 14.321 |
| Paulo Lamac                    | PT      | 13.279 |
| Pastor Carlos Henrique         | PR      | 12.781 |
| Neusinha Santos                | PT      | 12.560 |
| Fred Costa                     | PHS     | 12.183 |
| Professor Ronaldo Gontijo      | PPS     | 9.746  |
| Arnaldo Godoy                  | PT      | 9.634  |
| Autair Gomes                   | PSC     | 8.939  |
| Adriano Ventura                | PT      | 8.706  |
| Alexandre Gomes                | PSB     | 8.620  |
| Anselmo José domingos          | PTC     | 8.012  |
| Silvinho Rezende               | PT      | 7.804  |
| Alberto Rodrigues 'o Vibrante' | PV      | 7.724  |
| Pastor Henrique Braga          | PSDB    | 7.704  |
| Preto do Sacolão               | PMDB    | 7.680  |
| Leonardo Mattos                | PV      | 7.673  |
| Bispo Chambarelle              | PRB     | 7.573  |
| João Locadora                  | PT      | 7.459  |
| Preto                          | DEM     | 7.402  |
| Luzia Ferreira                 | PPS     | 7.349  |
| Geraldo Félix                  | PMDB    | 7.092  |
| Moamed Rachid                  | PDT     | 6.897  |
| Elaine Matozinhos              | PTB     | 6.894  |
| Luis Tibe                      | PT do B | 6.848  |
| Iran Barbosa                   | PMDB    | 6.812  |
| Cabo Júlio                     | PMDB    | 6.739  |
| Pr. Divino Pereira             | PMN     | 6.654  |
| Gêra Ornelas                   | PSB     | 6.646  |
| João Vitor Xavier              | PRP     | 6.504  |
| Maria Lucia Scarpelli          | PC do B | 6.373  |
| Léo Burguês                    | PSDB    | 6.075  |
| Gunda                          | PSL     | 6.036  |
| Pricila Teixeira               | PTB     | 5.883  |
| Hugo Thomé                     | PMN     | 5.736  |
| Pablito                        | PTC     | 5.576  |
| Bruno Miranda                  | PDT     | 5.561  |
| João Oscar                     | PRP     | 5.258  |
| Paulinho Motorista             | PSL     | 5.208  |
| Edinho do Açougue              | PT do B | 3.552  |
| Sergio Fernando                | PHS     | 3.425  |

## Representação numérica das coligações na Câmara dos Vereadores
| Coligações     | Votos   | Votos válidos(%) | Número de Vereadores |
| PT             | 145.413 | 11,50            | 6                    |
| PSB / PMN / PP | 138.338 | 10,94            | 6                    |
| PMDB           | 119.071 | 09,41            | 3                    |
| PSDB           | 83.249  | 06,58            | 3                    |
| PPS            | 72.567  | 05,74            | 2                    |
| PT do B        | 67.980  | 05,37            | 2                    |
| PC do B / PRB  | 64.772  | 05,12            | 2                    |
| PRP            | 64.234  | 05,08            | 2                    |
| PTC            | 63.449  | 05,02            | 2                    |
| PSL            | 63.121  | 04,99            | 2                    |
| PHS            | 58.509  | 04,63            | 2                    |
| PV             | 54.107  | 04,28            | 2                    |
| PCB / PDT      | 50.924  | 04,03            | 2                    |
| PTB            | 49.280  | 03,90            | 2                    |
| PR             | 42.229  | 03,34            | 1                    |
| DEM            | 40.939  | 03,24            | 1                    |
| PSC            | 32.680  | 02,58            | 1                    |
| PTN            | 26.632  | 02,11            | 0                    |
| PSDC / PRTB    | 18.161  | 01,44            | 0                    |
| PSOL / PSTU    | 8118    | 00,64            | 0                    |
| PCO            | 1076    | 00,09            | 0                    |